# Alifa Rifaat
Alifa Rifaat (Il Cairo, 5 giugno 1930 – Il Cairo, 1º gennaio 1996) è stata una scrittrice egiziana.

## Biografia
Alifa Rifaat nacque il 5 giugno 1930 in una famiglia benestante al Cairo. Crescendo in un ambiente culturale stimolante, sviluppò fin da giovane un amore per la letteratura. La sua famiglia era progressista per l'epoca e questo le permise di ricevere un'educazione che le offrì accesso a libri e idee nuove. Si sposò giovane, ma la sua vita matrimoniale fu complessa. Dopo la morte del marito avvenuta quando lei aveva solo 30 anni, divenne madre single di tre figli. Questa esperienza di perdita e responsabilità influenzò profondamente la sua scrittura. 
La sua formazione culturale e la sua esperienza di vita la portarono a esplorare anche temi di spiritualità e religione. Sebbene fosse critica nei confronti di alcune tradizioni, rifletteva anche sull’importanza della spiritualità nelle vite delle donne. Alifa Rifaat ebbe rapporti anche con diversi scrittori e intellettuali del suo tempo. Queste connessioni le permisero di entrare in contatto con idee e movimenti culturali più ampi.
Morì il 1º gennaio 1996 al Cairo.

### Vita pubblica
Oltre a scrivere, Rifaat lavorò come insegnante di lingua e letteratura araba. Questa carriera le permise di avere un impatto diretto sulle nuove generazioni. Insegnando, ebbe l'opportunità di influenzare le giovani donne e incoraggiarle a perseguire le proprie aspirazioni. Le sue lezioni non riguardavano solo la lingua, ma anche l'importanza di esprimere le proprie idee e di esplorare la propria identità. La vita pubblica di Rifaat si intrecciò con i movimenti sociali in Egitto. 
La sua scrittura rifletteva una consapevolezza delle ingiustizie e delle discriminazioni che le donne affrontavano quotidianamente. Attraverso i suoi racconti, affrontò temi come il patriarcato, l’infedeltà e le pressioni sociali, promuovendo una discussione su queste problematiche sociali. Alifa Rifaat ricevette vari riconoscimenti per il suo lavoro, sia a livello nazionale che internazionale. Le sue opere furono tradotte in diverse lingue, contribuendo a far conoscere la sua voce e le sue idee in contesti culturali più ampi. Questo riconoscimento non solo onorò la sua carriera, ma sottolineò anche l’importanza delle sue tematiche.

### Impegno per i diritti delle donne
Rifaat visse in un periodo di crescente consapevolezza riguardo alle questioni di genere in Egitto. Attraverso la sua scrittura, si fece portavoce delle esperienze e delle sfide delle donne egiziane. Le sue opere non solo narrano storie individuali, ma offrono anche una critica sociale alle norme patriarcali che limitano la libertà e l'autonomia delle donne.

## Opere principali
- “The Bitch”, 1976
- “Distant View of a Minaret”, 1983
- “The Other Side of the Mirror”, 1986
- “The Street of the Birds”, 1987
- “The Woman Who Spoke to the Sea”, 1988
- “My Life as a Woman”, 1994

## Stile letterario
Lo stile di scrittura di Alifa Rifaat è caratterizzato da una prosa lirica e evocativa. Utilizza descrizioni ricche e dettagliate per creare atmosfere intime, riflettendo le emozioni e le complessità delle esperienze femminili. La sua narrativa è spesso introspectiva, permettendo ai lettori di esplorare la psicologia dei suoi personaggi. Rifaat riesce a combinare il quotidiano con il sublime, rendendo le sue storie accessibili ma profondamente significative. Il suo linguaggio è semplice ma potente, e le sue opere affrontano tematiche universali come l'amore, la solitudine e la ricerca di identità, sempre attraverso la lente della cultura egiziana.